# Козарівська сільська рада (Носівський район)
Козарі́вська сільська́ ра́да — колишня адміністративно-територіальна одиниця та колишній орган місцевого самоврядування в колишньому Носівському районі Чернігівської області. Адміністративний центр — село Козари.

## Загальні відомості
Козарівська сільська рада утворена у 1918 році.
- Територія ради: 81,056 км²
- Населення ради: 831 особа (станом на 2001 рік)

## Населені пункти
Сільській раді були підпорядковані населені пункти:
- с. Козари
- с. Андріївка

## Склад ради
Рада складалася з 12 депутатів та голови.
- Голова ради: Татаренко Марія Федорівна
- Секретар ради: Адаменко Ніна Олексіївна

### Керівний склад попередніх скликань
| Прізвище, ім'я, по батькові | Основні відомості                                                                     | Дата обрання | Дата звільнення |
| --------------------------- | ------------------------------------------------------------------------------------- | ------------ | --------------- |
| Вовнюк Володимир Іванович   | Сільський голова, 1959 року народження, член Народної партії                          | 26.03.2006   | 01.12.2007      |
| Гузій Катерина Миколаївна   | Сільський голова, 1967 року народження, член Всеукраїнського об'єднання «Батьківщина» | 16.03.2008   | 31.10.2010      |
| Татаренко Марія Федорівна   | Сільський голова, 1962 року народження, освіта середня загальна, член Партії регіонів | 31.10.2010   |                 |

Примітка: таблиця складена за даними сайту Верховної Ради України

### Депутати
За результатами місцевих виборів 2010 року депутатами ради стали:

#### За суб'єктами висування
| Суб'єкт висування | Кількість обраних депутатів | %    |
| ----------------- | --------------------------- | ---- |
| Самовисування     | 8                           | 66,7 |
| Партія регіонів   | 4                           | 33,3 |

#### За округами
| № округу        | Прізвище, ім'я, по батькові   | Дата визнання обраним | Освіта  | Партійна приналежність | Відомості про обраного депутата                                     |
| --------------- | ----------------------------- | --------------------- | ------- | ---------------------- | ------------------------------------------------------------------- |
| Партія регіонів |                               |                       |         |                        |                                                                     |
| 1               | Колочко Ніна Іванівна         | 05.11.2010            | середня | позапартійна           | Козарівська загальноосвітня школа І-ІІІ ст., вчитель                |
| 3               | Оселедець Олександра Іванівна | 02.11.2010            | вища    | позапартійна           | Козарівська загальноосвітня школа І-ІІІ ст., вчитель                |
| 4               | Адаменко Ніна Олексіївна      | 02.11.2010            | середня | позапартійна           | тимчасово не працює                                                 |
| 12              | Вербицька Євдокія Миколаївна  | 02.11.2010            | середня | позапартійна           | тимчасово не працює                                                 |
| Самовисування   |                               |                       |         |                        |                                                                     |
| 2               | Печерна Любов Анатоліївна     | 02.11.2010            | вища    | позапартійна           | Козарівська загальноосвітня школа І-ІІІ ст., директор               |
| 5               | Майданюк Людмила Іванівна     | 02.11.2010            | вища    | позапартійна           | Козарівська сільська рада, секретар                                 |
| 6               | Лукащук Лариса Володимирівна  | 02.11.2010            | середня | позапартійна           | Козарівський фельдшерсько-акушерський пункт, медична молодша сестра |
| 7               | Демченко Анатолій Іванович    | 02.11.2010            | середня | позапартійний          | тимчасово не працює                                                 |
| 8               | Харченко Микола Олексійович   | 02.11.2010            | середня | позапартійний          | Козарівська загальноосвітня школа І-ІІІ ст., завідувач господарства |
| 9               | Рудник Людмила Петрівна       | 02.11.2010            | вища    | позапартійна           | Козарівська сільська рада, землевпорядник                           |
| 10              | Агафонов Микола Георгійович   | 02.11.2010            | середня | позапартійний          | Козарівська загальноосвітня школа І-ІІІ ст., водій                  |
| 11              | Толстікова Тетяна Іванівна    | 02.11.2010            | середня | позапартійна           | Козарівська філія Ощадбанку, касир                                  |